# MPL Communications
MPL Communications (зарегистрирована как McCartney Productions Ltd.) — холдинговая компания, созданная для управления бизнес-проектами Пола Маккартни. Кроме сопровождения различных музыкальных проектов Маккартни в период его сольной карьеры после выхода из The Beatles, MPL также является одной из крупнейших частных компаний в мире, занимающихся изданием музыки и охраной авторских прав авторов музыкальных произведений (англ. music publishers) — через долю в собственности многих других издательских компаний. Штаб-квартиры MPL расположены в Лондоне и Нью-Йорке.

## О компании
Компания была основана в 1970, когда Пол Маккартни решил дистанцироваться от созданной участниками The Beatles многопрофильной корпорации Apple Corps и Аллена Клейна (выбранного остальными битлами для управления Apple Corps), хотя он продолжал сотрудничать со звукозаписывающим подразделением корпорации, лейблом Apple Records, до 1975 (когда Клейн покинул Apple Corps). Первое упоминание об MPL появилось в данных об альбоме Wings 1975 года Venus and Mars.
MPL владеет правами на широкий диапазон защищенных авторскими правами музыкальных произведений (за приблизительно 100 лет) таких авторов музыки, как Пол Маккартни, Бадди Холли, Карл Перкинс, Джерри Херман, Frank Loesser, Meredith Willson, Гарольд Арлен и многих других, на такие песни, как «Rock-a-Bye Your Baby with a Dixie Melody» (ставшую знаменитой в исполнении Эла Джолсона), «I'm Glad There Is You», «Blue Suede Shoes», «That'll Be the Day»; песни Леннона и Маккартни «Love Me Do» и «P.S. I Love You» также в каталоге компании. MPL также контролирует 25 дочерних компаний.
Вторая по старшинству дочь Маккартни, фотограф и фото-редактор Мэри Маккартни, руководит подразделением, занимающимся изобразительной продукцией (англ. picture department).
В октябре 2006 Регистр Товарных Знаков (англ. Trademark Registry) в Лондоне сообщал, что MPL Communications начала процесс регистрации имени Маккартни как торгового знака в области таких товаров, как колготки, жилеты и вегетарианские продукты питания. Если процесс регистрации пройдет успешно, это даст MPL исключительные права использовать наименование «McCartney» на любые товары в категориях одежды, обуви или головных уборов. В регистрируемые категории входят, в частности, такие подкатегории товаров, как халаты, маскарадные костюмы, комбинезоны, спортивная одежда и купальники.